# 6. октобар
6. октобар (6.10.) је 279. дан у години по грегоријанском календару (280. у преступној години). До краја године има још 86 дана.

## Догађаји
- 105. п. н. е. — Битка код Араусиона (данас Оранж у Француској): Римљани изгубили око 100.000 људи у тешкој борби са варварским племенима Кимбра и Тевтонаца.
- 1908 — Аустроугарска анектирала Босну и Херцеговину, што је изазвало дубоку кризу у односима европских сила. Да би избегле рат, водеће европске земље признале анексију у марту 1909. Под притиском европских сила анексију признала и Краљевина Србија.
- 1915 — Нападом на Србију, Бугарска, која је на почетку рата прогласила неутралност, укључила се у Први светски рат на страни Централних сила. Суочена истовремено с немачко-аустроугарском офанзивом на северу, српска војска била присиљена да се повуче на Косово, а потом преко Албаније до Јадранског мора, одакле су је савезничке снаге пребациле на острво Крф.
- 1927 — Премијером филма Певач џеза у Њујорку, с тада врло популарним певачем Алом Џонсоном у главној улози, почела ера звучног филма.
- 1958 — Америчка нуклеарна подморница „Сивулф“ изронила на површину код обале Нове Енглеске после два месеца проведена у морским дубинама, што је био светски рекорд у остајању под морем.
- 1972 — Више од 200 људи погинуло и више од хиљаду повређено у железничкој несрећи код мексичког града Салтиљо.
- 1973 — Нападом Египта и Сирије на израелске положаје на источној обали Суецког канала и на Голанској висоравни почео је Јомкипурски рат.
- 1976 — Војна хунта у Тајланду срушила владу Сенија Прамођа, а војска на универзитету у Бангкоку масакрирала велик број студената-левичара.
- 1987 — Завршава се шаховски турнир у Тилбургу, Холандија, победом Јана Тимана.
- 1988 — Под притиском демонстрација руководство Војводине поднело оставке. Током протеста демонстранти на функционере који су покушали да им се обрате бацали јогурт, због чега је тај догађај касније назван „јогурт-револуција“.
- 1991 — Индонежански војни авион ударио у Џакарти у зграду Владе. Погинуле 102 особе, повређено их више од 5.000.
- 1998 — Под притиском међународне заједнице и претњама ваздушним ударима НАТО почело повлачење српских снага безбедности са Косова према централној Србији.
- 2000 —
  - Слободан Милошевић признао победу Војислава Коштунице у првом кругу избора за председника Савезне Републике Југославије честитајући му победу. Војислав Коштуница је постао први изабрани политичар у СРЈ који није био члан Савеза Комуниста Југославије.
  - Савезни уставни суд потврдио победу Војислава Коштунице на председничким изборима 24. септембра. Слободан Милошевић у обраћању нацији путем телевизије признао пораз и честитао победу новоизабраном председнику. Тиме окончана постизборна криза током које су на стотине хиљада грађана широм Србије протестовале због покушаја власти да фалсификује изборне резултате.
- 2004 — Председник Јединствене Србије, Драган Марковић Палма, изабран је за првог градоначелника града Јагодине. Политичка партија Јединствена Србија, је у Јагодини, победила на локалним изборима, Демократску странку, која је имала свог кандидата на локалним изборима.

## Рођења
- 1289 — Вацлав III од Чешке, краљ Угарске. (прем. 1306)
- 1738 — Марија Ана Аустријска, аустријска племкиња. (прем. 1789)
- 1773 — Луј Филип I, француски краљ. (прем. 1850)[1]
- 1842 — Чедомиљ Мијатовић, председник Српске краљевске академије. (прем. 1932)
- 1831 — Јулијус Вилхелм Рихард Дедекинд, немачки математичар. (прем. 1916)
- 1846 — Џорџ Вестингхаус, амерички инжењер и индустријалац. (прем. 1914)
- 1887 — Ле Корбизје, француски архитекта и теоретичар швајцарског порекла. (прем. 1965)
- 1888 — Ролан Гарос, француски пилот. (прем. 1918)
- 1903 — Ернест Томас Синтон Волтон, ирски физичар, добитник Нобелове награде за физику (1951). (прем. 1995)
- 1906 — Џенет Гејнор, америчка глумица. (прем. 1984)
- 1908 — Карол Ломбард, америчка глумица. (прем. 1942)
- 1914 — Тор Хејердал, норвешки етнолог и истраживач. (прем. 2002)
- 1919 — Сијад Баре, сомалски политичар. (прем. 1995)
- 1927 — Анте Бабаја, хрватски редитељ и сценариста. (прем. 2010)
- 1928 — Светозар Самуровић, српски сликар. (прем. 2001)
- 1929 — Петар Омчикус, српски сликар и академик. (прем. 2019)
- 1930 — Хафиз ел Асад, сиријски државник и генерал. (прем. 2000)
- 1931 — Николај Черних, совјетски астроном. (прем. 2004)
- 1931 — Рикардо Ђакони, амерички астрофизичар. (прем. 2018)
- 1936 — Бети Јурковић, хрватска певачица.
- 1937 — Иво Данеу, словенски кошаркаш и кошаркашки тренер.
- 1944 — Борис Михајлов, совјетски хокејаш.
- 1949 — Боби Фарел, холандски музичар и плесач, најпознатији као члан оригиналне поставе групе Boney M. (прем. 2010)
- 1950 — Зоран Ерић, српски композитор. (прем. 2024)
- 1955 — Бранко Чрнац Туста, хрватски музичар, најпознатији као фронтмен и певач групе КУД Идијоти. (прем. 2012)
- 1963 — Томас Бикел, швајцарски фудбалер.
- 1963 — Елизабет Шу, америчка глумица.
- 1966 — Александар Баришић, српски драматург, сценариста и новинар. (прем. 2017)
- 1966 — Џеклин Обрадорс, америчка глумица.
- 1972 — Данијел Кавана, енглески музичар, најпознатији као суоснивач и гитариста групе Anathema.
- 1972 — Биљана Стојковић, српска еволуциона биолошкиња.
- 1973 — Јоан Грифид, велшки глумац.
- 1982 — Александар Ћапин, словеначки кошаркаш.
- 1984 — Владан Вукосављевић, српски кошаркаш.
- 1985 — Силвија Фаулс, америчка кошаркашица.
- 1990 — Џинкс Мејз, америчка порнографска глумица.

## Смрти
- 404 — Елија Евдоксија, супруга источноримског (византијског) цара Аркадија и мајка Теодосија II. (рођ. отприлике 373)
- 775 — Ел Мансур, абасидски калиф (рођ. 714)
- 877 — Карло Ћелави, краљ Француске. (рођ. 823)[2]
- 1014 — Самуило, цар који је 976. дигао устанак против Византије и основао Самуилово царство. (рођ. 958)
- 1349 — Хуана II од Наваре, француска принцеза. (рођ. 1312)
- 1553 — Принц Мустафа, османски принц. (рођ. 1515)
- 1644 — Изабела Бурбонска, француска краљица. (рођ. 1602)
- 1878 — Илија Милосављевић Коларац, српски трговац. (рођ. 1800).
- 1819 — Карло Емануел IV од Сардиније, краљ Сардиније. (рођ. 1751)
- 1923 — Дамат Ферид паша, турски политичар. (рођ. 1853)
- 1941 — Давид Пајић Дака, учесник Народноослободилачке борбе и народни херој Југославије. (рођ. 1911)
- 1979 — Елизабет Бишоп, америчка песникиња. (рођ. 1911)
- 1980 — Жан Робик, француски бициклиста. (рођ. 1921)
- 1981 — Анвар ел Садат, египатски државник. (рођ. 1918)
- 1989 — Бети Дејвис, америчка филмска глумица. (рођ. 1908)
- 1990 — Марија Драженовић Ђорђевић, прва жена-ратни пилот у Југославији. (рођ. 1924)
- 1990. — Бахрије Учок, турска политичарка. (рођ. 1919)
- 2000 — Ричард Фарнсворт, амерички глумац. (рођ. 1920)
- 2007 — Лаза Ристовски, клавијатуриста Смака и Бијелог дугмета. (рођ. 1956)
- 2012 — Шадли Бенџедид, алжирски политичар. (рођ. 1929)
- 2014 — Игор Миторај, пољски уметник. (рођ. 1944)
- 2018 — Монсерат Кабаље, шпанска оперска певачица. (рођ. 1933)[3]
- 2018 — Викторија Маринова, бугарска новинарка. (рођ. 1988)
- 2020 — Еди Ван Хејлен, гитариста и оснивач рок групе Ван Хејлен (рођ. 1955)[4]

## Празници и дани сећања
- Светски дан церебралне парализе